# Уравнения на Еренфест
Уравненията на Еренфест са уравнения, описващи промяната в специфичния топлинен капацитет и производните на специфичния обем във фазов преход от втори род (според класификацията на Еренфест). При такива преходи, уравнението на Клаузиус-Клапейрон е неприложимо , тъй като и специфичния топлинен капацитет, и специфичния обем не се променят във фазовия преход от втори род.

## Формално представяне
Уравненията на Еренфест са следствие от непрекъснатостта на специфичната ентропия и специфичния обем (ентропията на единица маса и обемът на единица маса). Тези две величини са първи производни на свободната енергия на Гибс. Специфичната ентропия {\displaystyle s} може да бъде разгледана като функция от температурата и налягането, единствено. Тогава пълният ѝ диференциал придобива вида:
{\displaystyle ds=\left({{\partial s} \over {\partial T}}\right)_{P}dT+\left({{\partial s} \over {\partial P}}\right)_{T}dP}.
Като се имат предвид връзките между специфичната ентропия {\displaystyle s} и специфичния топлинен капацитет {\displaystyle c_{P}} и специфичния обем {\displaystyle v}: :{\displaystyle \left({{\partial s} \over {\partial T}}\right)_{P}={{c_{P}} \over T},\left({{\partial s} \over {\partial P}}\right)_{T}=-\left({{\partial v} \over {\partial T}}\right)_{P}}, диференциалът на специфичната ентропия може да се напише по следния начин:
{\displaystyle d{s_{i}}={{c_{iP}} \over T}dT-\left({{\partial v_{i}} \over {\partial T}}\right)_{P}dP}
Ако отбележим специфичния топлинен капицет във фаза 1 ({\displaystyle i=1} в горната формула) с {\displaystyle c_{1P}}, а този във фаза 2 ({\displaystyle i=2} в горната формула) с {\displaystyle c_{2P}}, и аналогично, специфичните обеми и специфичните ентропии в съответните фази съответно с {\displaystyle v_{1}}, {\displaystyle v_{2}}, {\displaystyle s_{1}} и {\displaystyle s_{2}}. Поради непрекъснатостта на специфичната ентропия във фазовите преходи от втори род, равенството {\displaystyle (ds_{1})=(ds_{2})} е в сила. Замествайки с израза за пълния диференциал на специфичната ентропия получаваме:
{\displaystyle \left({c_{2P}-c_{1P}}\right){{dT} \over T}=\left[{\left({{\partial v_{2}} \over {\partial T}}\right)_{P}-\left({{\partial v_{1}} \over {\partial T}}\right)_{P}}\right]dP}
Откъдето следва първото уравнение на Еренфест :
{\displaystyle {\Delta c_{P}=T\cdot \Delta \left({\left({{\partial v} \over {\partial T}}\right)_{P}}\right)\cdot {{dP} \over {dT}}}}
Второто уравнение на Еренфест се получава по подобен начин, но специфичната ентропия се разглежда като функция от температурата и специфичния обем:
{\displaystyle {\Delta c_{P}=-T\cdot \Delta \left({\left({{\partial P} \over {\partial T}}\right)_{v}}\right)\cdot {{dv} \over {dT}}}}
Третото уравнение на Еренфест се получава като специфичната ентропия се разглежда като функция на {\displaystyle V} и {\displaystyle P}.
{\displaystyle {\Delta \left({{\partial v} \over {\partial T}}\right)_{P}=\Delta \left({\left({{\partial P} \over {\partial T}}\right)_{v}}\right)\cdot {{dv} \over {dP}}}}
Непрекъснатостта на специфичния обем като функция от {\displaystyle T} и {\displaystyle P} дава четвъртото уравнение Эренфест:
{\displaystyle {\Delta \left({{\partial v} \over {\partial T}}\right)_{P}=-\Delta \left({\left({{\partial v} \over {\partial P}}\right)_{T}}\right)\cdot {{dP} \over {dT}}}}

## Ограничения
Ограниченията пред приложенията на Уравненията на Еренфест са в това, че производните свободната енергия на Гибс не винаги са крайни (понякога клонят към безкрайност). Преходите между различните състояния на намагнетизирани метали не могат да бъдат описани от Уравненията на Еренфест.